# Ramal Rosario del Tala-Gualeguay del Ferrocarril General Urquiza
El ramal Rosario del Tala-Gualeguay es un desactivado ramal del Ferrocarril General Urquiza en la provincia de Entre Ríos en Argentina. Su extensión es de 110,12 km. Se denomina (ramal U-2) entre las estaciones Enrique Carbó, Gualeguay y Puerto Ruiz, y (ramal U-3) entre el Desvío Las Colas y Rosario del Tala.
El primer ferrocarril en Entre Ríos fue el Ferrocarril Primer Entrerriano, que inauguró la línea Gualeguay-Puerto Ruiz el 9 de julio de 1866.
La construcción del ramal fue autorizada por ley en 1887 y efectuada por la empresa John G. Meiggs Son y Cía. El 30 de enero de 1891 fue librado al servicio como parte del Ferrocarril Central Entrerriano. Fue desactivado el 1 de junio de 1978. En el Desvío Las Colas empalma con el ramal U-2 que lo une con el ramal troncal en la Estación Enrique Carbó. 
El decreto n.º 532/1992 del 27 de marzo de 1992 convocó a la provincia de Entre Ríos a que antes del 30 de abril de 1992 ofreciera interés en la concesión de los ramales ya clausurados en su territorio, entre ellos los tramos de Puerto Ruiz a Gualeguay y de González Calderón a Rosario del Tala. Como la provincia no expresó interés ambos tramos quedaron abandonados.